# Tractat de Reciprocitat entre el Canadà i els Estats Units de 1854
El Tractat de Reciprocitat entre Canadà i els Estats Units de 1854, també conegut com el Tractat Elgin-Marcy, fou un tractat de comerç entre el Regne Unit i els Estats Units que s'aplicà sobre les possessions britàniques a l'Amèrica del Nord, incloent-hi la Província del Canadà, Nova Brunswick, Nova Escòcia, l'Illa del Príncep Eduard i la Colònia de Terranova. Tingué efecte entre el 1854 i el 1866. Representà un moviment cap al lliure comerç, per la qual cosa s'hi oposaren els proteccionistes dels Estats Units. Una vegada conclosa la Guerra Civil Americana, als proteccionistes se'ls afegiren americans enfadats amb el suport tàcit dels britànics als Estats Confederats d'Amèrica durant la guerra, i l'aliança tingué èxit en acabar amb el tractat el 1866. La resposta en la majoria de l'Amèrica del Nord britànica fou formar el Domini del Canadà (1867), que s'esperava que obrís moltes noves oportunitats econòmiques dins del Canadà i que al mateix temps unifiqués les colònies davant de sentiments creixents d'expansionisme als Estats Units, associats amb la compra d'Alaska. Els intents del Partit Liberal del Canadà de reviure el lliure comerç el 1911 van menar a una victòria política del Partit Conservador, que avisà que el Canadà seria annexat pels americans. Les converses de reciprocitat quedaren tallades per dècades.